# Yoo Nam-kyu
Yoo Nam-kyu, född 4 juni 1968 i Sydkorea, är en sydkoreansk idrottare som tog individuellt OS-guld bordtennis 1988 i Seoul. Yoo har även tre bronsmedaljer i herrdubbel från olika olympiska spel, där han spelade med Ahn Jae-hyung, Kim Taek-soo och Lee Chul-seung.